# Марк Атилий Серан
Марк Атилий Серан (на латински: Marcus Atilius Serranus) е политик на Римската република през началото на 2 век пр.н.е. Произлиза от плебейската фамилия Атилии, клон Серан.
През 190 пр.н.е. е триумвир в тричленната комисия заедно с Луций Валерий Тапон и Луций Валерий Флак и помага при основаването на римските колонии Плацентия, Кремона и Бонония (дн. Болоня). През 174 г. пр.н.е. той е претор.
Вероятно е роднина на Авъл Атилий Серан (консул 170 пр.н.е.)